# Stevens 520

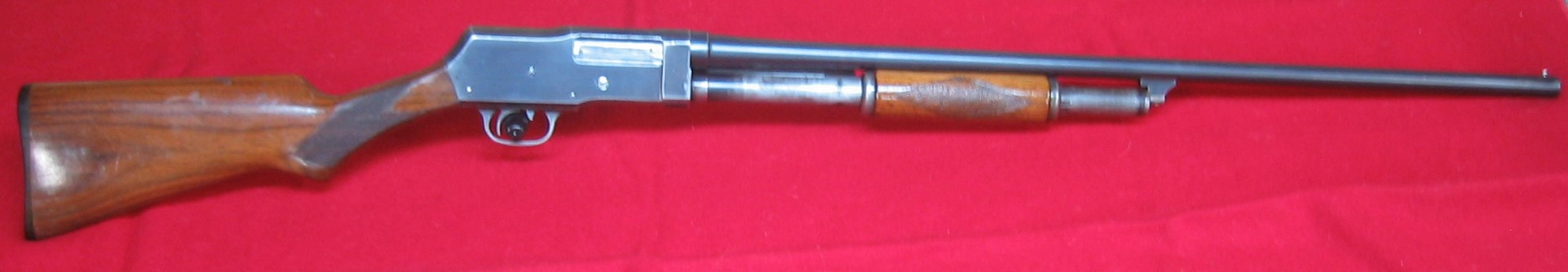
Le Stevens 520 en version chasse

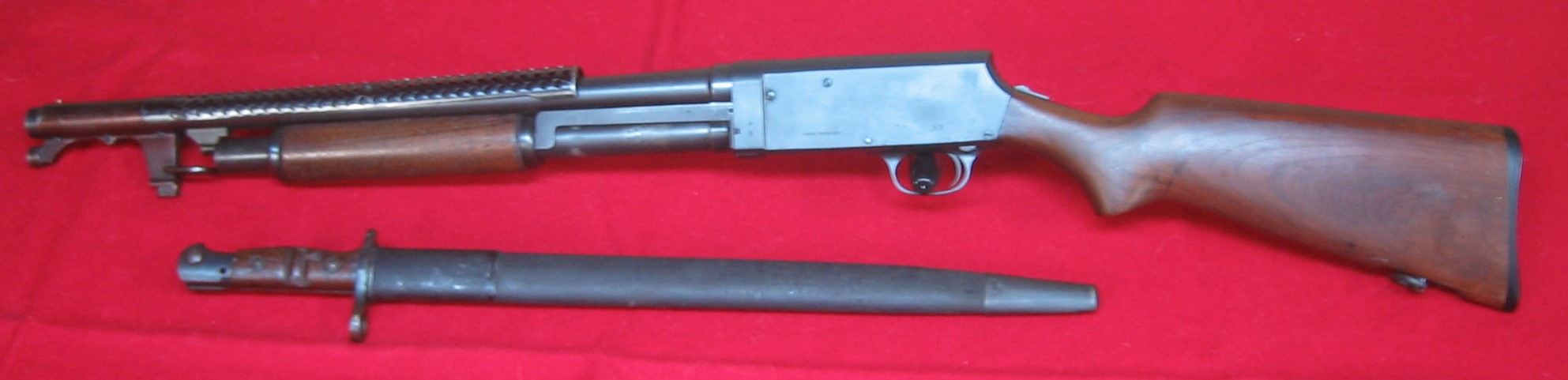
Le Stevens 520 en version militaire et sa baïonnette M1917.

Le Stevens 520 est un fusil à pompe conçu par John Moses Browning et produit par les firmes Stevens Arms puis Savage Arms Company après son rachat de la précédente.

## Technique
Cette arme est fabriquée en acier et en bois. La visée est fixe. Le magasin tubulaire placé sous le canon peut contenir 4 cartouches. La fenêtre d'éjection est latérale (côté droit de la carcasse). La culasse mobile dispose d'un verrou pivotant. 

## Versions
Le Stevens 520 est produit de 1909 à 1939. Suivant la finition proposée il devenait les  Stevens 525, 530 et  535. À partir de 1925, il est aussi vendu sous les noms de Ranger Repeater Model 30 par Sears et de Western Field Model 30 par  Montgomery Ward.  En 1940, il est légèrement modifié et devient le Stevens 520A qui est fabriqué jusqu'en 1947.

## Le Stevens 520 de chasse
Chambré en  calibre 12, 16 (1928) et 20, ce fusil était proposé en 4 longueurs de canon : 66, 71, 76 ou 81 cm.  Avec un canon de 71 cm, le 520 mesure environ 120 cm pour 3,5 kg vide.

## Le Stevens 520 de l'US Armyet sa diffusion
Les militaires américains en ont utilisé une version à canon court et tenon de baïonnette, appelée Trench Gun, durant la Première Guerre mondiale.  La rapidité de la manœuvre de la pompe du M520 et la dangerosité des chevrotines à courte distance le rendaient efficace pour les nettoyeurs de tranchées. Il a été remis en service en nombre réduit dans l'US Army et l'US Marine Corps durant  la Seconde Guerre mondiale, la guerre de Corée et enfin la guerre du Viêt Nam.